# Boboll
Boboll, eller på finsk pesäpallo, er en finsk variant af baseball. Spillet spilles hovedsageligt i Finland, men også i andre lande, især blandt eksilfinner.
Sporten er Finlands nationalsport.

## Historie
Lauri Pihkala introducerede boboll i Finland i 1920'erne, da han havde været i USA og studeret baseball og fandt at spillet i en videreudviklet form kunne være en sport for den finske befolkning. Bobollen blev skabt, og navnet kommer fra de tre "bô" (baser), som man løber mellem. 